# Nagajbacy

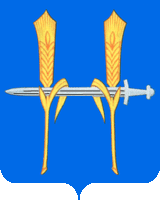
Herb Rejonu nagajbackiego – największego skupiska Nagajbaków

Nagajbacy (nazwa własna Nağaybäk, w liczbie mnogiej Nağaybäklär; ros. Нагайбаки) – turecka grupa etniczna w Rosji, wyznająca prawosławie.

## Obszary zamieszkiwania i liczebność
Obecnie większość Nagajbaków żyje w rejonie nagajbackim, a także rejonie czelabińskim, położonych w obwodzie czelabińskim.
Według wyników spisu powszechnego z 2002 r., w którym Nagajbacy pierwszy raz od wielu lat zostali uznani za odrębny naród, w Federacji Rosyjskiej żyje 9600 przedstawicieli tej nacji. Oznacza to, iż ich liczba spada, jako że w 1926 r., w ostatnim spisie powszechnym, w którym można było deklarować narodowość nagajbacką, zadeklarowało ją 11 200 osób.
| rok  | liczebność |
| ---- | ---------- |
| 1719 | 1.500      |
| 1744 | 1.800      |
| 1762 | 2.700      |
| 1833 | 5.500      |
| 1857 | 6.800      |
| 1897 | 8.700      |
| 1920 | 8.900      |
| 1926 | 11.200     |
| 2002 | 9.600      |

## Etnogeneza
Pochodzenie Nagajbaków nie jest jasne. Niesprecyzowana jest też geneza samej nazwy społeczności. Istnieją teorie wiążące ich pochodzenie z Nogajami (koncepcje te opierają się głównie na nazwie tej społeczności), inne znów mówią, iż nazwa ich pochodzi od imienia Nogaj, który miał być wodzem części Baszkirów, która dała początek Nogajom, zaś sami Nagajbacy są Baszkirami. Poza tym istnieją teorie, które mówią, iż naród ten pochodzi od plemion ugrofińskich, podbitych i wynarodowionych przez Tatarów. Najczęściej jednak obecnie wiąże się ich ze zmuszonymi przez Iwana Groźnego do przejścia na prawosławie Baszkirami.

### Nagajbekowie w XIX i XX w.
Nagajbekowie dość licznie brali udział w wojnach napoleońskich, i pochodzący z tego ludu żołnierze uczestniczyli w walkach w Europie Zachodniej a potem w okupacji Francji. Powróciwszy do ojczyzny weterani wojenni założyli kilka osad nazwanych od miast i osad zachodnioeuropejskich, w których byli, m.in. obecny ośrodek administracyjny okręgu nagajbackiego _ Ferszampenuaz (którego nazwa pochodzi od francuskiej wioski Fère-Champenoise, gdzie 25 marca 1814 r. Nagajbacy brali udział w bitwie), Berlin, Leipcig (od niemieckiej nazwy Lipska). Jedna z powstałych wtedy osad została nazwaną na cześć francuskiej stolicy Pariżem (W końcu XX w. budując nową wieżę telewizyjną w nagajbackim Pariżu, w także w nawiązaniu do francuskiego Paryża nadano jej wygląd pomniejszonej około dwukrotnie wieży Eiffla; budowlę tę uroczyście otwarto w 2005 r.).

## Kultura
Kultura Nagajbaków jest zbliżona do kultury baszkirskiej i tatarskiej, zapożyczyła jednak wiele od Kozaków, dlatego określani są niekiedy mianem „tatarskich kazaków”. Wyrazem tego jest m.in. fakt, iż tradycyjny strój kobiet nagabajskich przypomina ubiór kereszeńskich Tatarów (także wyznających prawosławie), podczas gdy ubiór męski zbliżony jest do kozackiego.

### Folklor i literatura
Tradycyjna literatura nagajbacka zachowała się w zasadzie tylko w formie ustnej. Do dziś żywe są stare pieśni i inne utwory ludowe. Inaczej niż innych, pokrewnych grup ludności wyznających islam, wśród chrześcijańskich Nagajbaków, prawdopodobnie pod wpływem cerkiewnym wykształciły się tradycje śpiewów chóralnych.

## Język
Nagajbacy używają języka z rodziny tureckiej, pośredniego pomiędzy językiem tatarskim a baszkirskim, dlatego różne źródła uznają ich to za grupę etniczną Tatarów, to za grupę Baszkirów, to znów za odrębny naród.

### Gospodarka
Podstawą tradycyjnej gospodarki Nagajbaków jest rolnictwo, duże znaczenie ma także hodowla zwierząt, wypasanych na stepie. Rolnictwo nagajbackie także było typu „stepowego”; siali głównie pszenicę, a ponadto owies i jęczmień. Znane był pszczelarstwo. Nagajbacy znani byli z umiejętności ciesielskich oraz budowy pojazdów konnych.

### Osady
Osiedla nagajbackie (auł) znajdowały się nad brzegami rzeki i zwykle składały się z jednego gospodarstwa, którego zabudowania zbudowane były na planie kwadratu. Domy mieszkalne i zabudowania gospodarskie stanowiły osobne budynki. Mieszkania, zbudowane z bierwion łączonych zrębowo zwykle składały się z dwóch izb.